# Lev Nyikolajevics Gumiljov
Lev Nyikolajevics Gumiljov (Szentpétervár, 1912. október 1. (szeptember 18) — Szentpétervár, 1992. június 15.) szovjet-orosz filozófus, földrajztudós, Kelet-kutató, történész. Jelentős mértékben továbbfejlesztette az eurázsianizmus ideológiáját. Nézetei messze túlterjeszkedtek kora főáramlati tudományos tételein és heves vitákat váltottak ki a történészek, etnográfusok és mások körében. Elméletei nagy hatással voltak Vlagyimir Vlagyimirovics Putyin politikájának alakulására.

## Élete és munkássága
Apja, Nyikolaj Sztyepanovics Gumiljov  és anyja, Anna Andrejevna Ahmatova, mindketten költők voltak. Szülei az ő hét éves korában elváltak. Apját két évvel később ellenforradalmi összeesküvés vádjával kivégezték.
1938 és 1956 között összesen csaknem 15 évet töltött a Gulag munkatáboraiban. Egyik szabadulása után csatlakozott a Vörös Hadsereghez és rész vett Berlin ostromában. 1949-ben újra letartóztatták és 10 évre ítélték. 1956-ban, az SZKP XX. kongresszusa után ártatlannak nyilvánították és szabadon engedték. Az Ermitázs múzeumában kezdett dolgozni. Tudományos kutatói témáját a kazárok és más sztyeppei népek adták. Az 1950-es és 60-as években több expedíción vett részt a Volga deltájában és az Észak-Kaukázusban. 1960-ban előadó lett a Leningrádi Egyetemen, két évvel később megvédte disszertációját a türk népek témájában. Később a Földrajzi Intézetben dolgozott és földrajzi témában is doktori disszertációt írt. Unortodox elméletei iránt a hivatalos tudomány általában elutasító volt, de a peresztrojka idején egyre nagyobb ismertséget ért el.
Gumiljov tudományos munkássága 12 monográfiára és több mint 200 cikkre terjedt ki. A nomád népek kutatójaként rendkívül eredeti elméleteket fejlesztett ki a Szovjetunió etnikumait illetően, részben az emigráns orosz gondolkodóinak eurázsianista elméletei alapján. Eszerint az orosz nép maga sem egy tiszta szláv etnosz, hanem szláv, mongol és finnugor elemek ötvöződéséből alakult ki. Az orosz világ minden népét megilleti az autonómia, ugyanakkor ennek orosz vezetéssel kell megvalósulnia.
Gumiljov a biológiai determinizmust vallotta, az etnikumokat biológiai organizmusokhoz hasonlította, amelyek sajátos módon változnak a születéstől a felnőtté váláson át az öregedésig és a halálig. Bevezetett néhány saját alkotású fogalmat is, a „passzionaritás” (passzionarnoszty), a „szenvedély” fogalmából kiindulva, ami a terjeszkedésre, a hódításra való képesség szintjét mutatja egy népben, annak vezetőiben. Eszerint az úgynevezett „akmatikus” időszakban éri el ez a „passzionaritás” a maximumát, ekkor történnek a nagy hódítások. Az etnosz karizmatikus vezetők alatt szuperetnosszá válhat.
Gumiljov még az eurázsianisták között is szélsőséges határozottsággal állította, hogy a mongol uralom nem elnyomás volt az oroszok számára, hanem termékeny szimbiózis. Minden rossz alól felmentette Dzsingisz kán uralmát: szerinte a „tatár iga” valójában egy nyugati, oroszgyűlölő mítosz.
Gumiljov alternatív történelmében még az egyik első ószláv irodalmi nyelvemléket, a 12. század végén keletkezett Igor-éneket is nyugati hamisításnak nevezte. Szerinte azonban a Kijevi Rusz és a nomád kunok között valójában nem volt ellenséges viszony, ez nyugati kitaláció. Az 1380-as kulikovói csatáról, a mongolok elleni döntő győzelemről pedig állította, hogy az valójában a Nyugat elleni harc volt.

## Hatása és emlékezete
2012 decemberében Vlagyimir Vlagyimirovics Putyin orosz elnök évértékelő beszédében Gumiljovra hivatkozva hangsúlyozta: a következő évek döntőek lesznek Oroszország számára. A tét az, hogy a periférián maradva elveszti-e függetlenségét, vagy elsősorban a nemzet akaratára, belső energiájára, passzionaritására támaszkodva előrelép. 2023-ból visszatekintve látható, hogy Putyin cselekedeteinek, a 2022-es ukrajnai inváziónak elméleti alapját Gumiljov eszméi adják.
Nurszultan Abisuli Nazarbajev, Kazahsztán volt elnöke is nagy híve volt az eurázsianizmus eszméjének. Az ő utasítására alapították 1996-ban a Gumiljovról elnevezett Eurázsiai Nemzeti Egyetemet Asztanában. Kazahsztánban bélyeget is kiadtak Gumiljov arcképével.

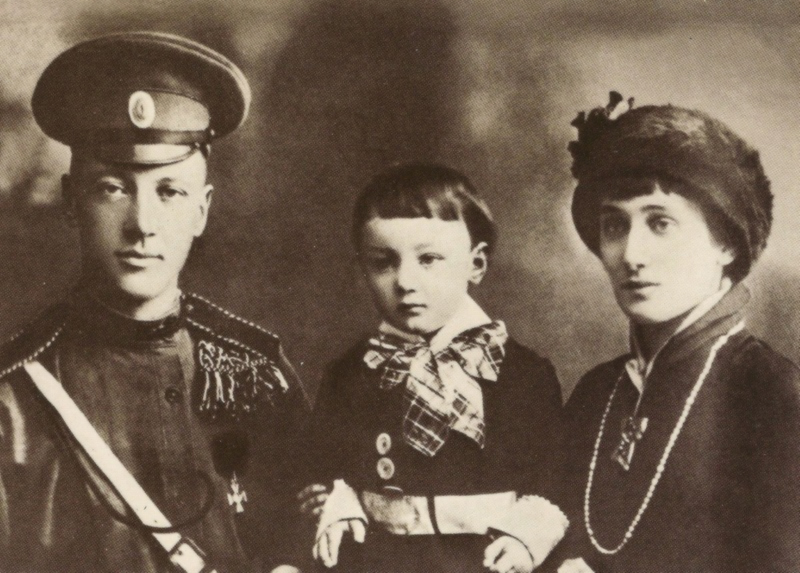
Gumiljov szüleivel 1913-ban
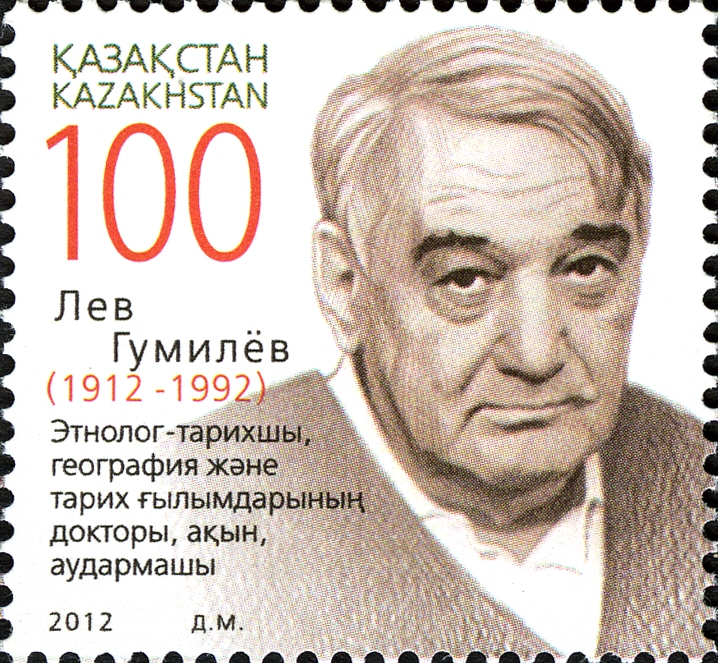
Kazah bélyeg Gumiljov arcképével
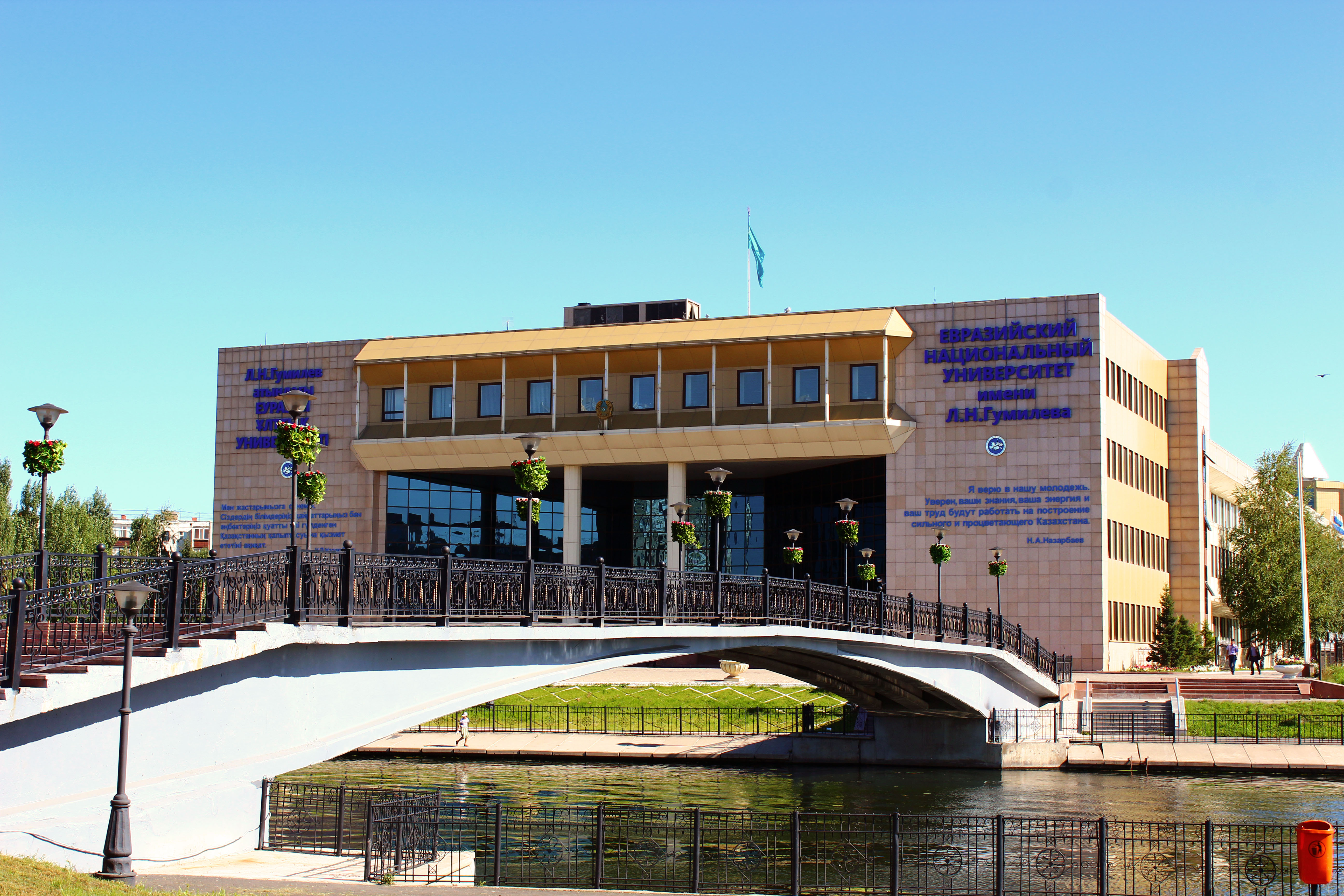
Az L. N. Gumiljov Eurázsiai Nemzeti Egyetem Kazahsztán fővárosában

### Művei oroszul
- Старобурятская живопись:
- Исторические сюжеты в иконографии Агинского дацана. М., 1975;
- Биография научной теории, или Автонекролог // Знамя. 1988. № 4;
- Этногенез и биосфера Земли. СПб., 2001; От Руси до России: Очерки по этнической истории. М., 2002;
- Черная легенда: Друзья и недруги Великой степи. М., 2002;
- Чтобы свеча не погасла: Сб. эссе, интервью, стихотворений, переводов. М., 2002;
- Поиски вымышленного царства: (Легенда о «государстве пресвитера Иоанна»). М., 2002;
- Хунну. Хунны в Китае. М., 2003;
- Дар слов мне был обещан от природы: [Стихи. Драмы. Переводы. Проза]. СПб., 2004.